# Бейер, Владимир Александрович
Владимир Александрович Бейер (1899—1979) — советский учёный-медик, терапевт и гематолог, организатор здравоохранения и медицинской науки, доктор медицинских наук (1937), профессор (1939), генерал-майор медицинской службы (1961). Заслуженный деятель науки РСФСР.

## Биография
Родился 27 января 1899 года в городе Санкт-Петербурге.
С 1918 по 1922 годы обучался в Военно-медицинской академии имени С. М. Кирова. С 1922 по 1929 годы служил в РККА в должности заведующего терапевтическим отделением Кисловодского военного санатория. С 1929 по 1939 годы — преподаватель и старший преподаватель терапевтической кафедры, с 1939 по 1941 годы — профессор и начальник кафедры факультетской терапии Куйбышевской военно-медицинской академии.
С 1941 по 1945 годы — участник Великой Отечественной войны, в качестве руководителя группы специалистов Военно-медицинской академии имени С. М. Кирова был прикомандирован к главным военным госпиталям Юго-Западного и Южного фронтов. С 1945 по 1947 годы — ведущий терапевт окружного военного госпиталя Ленинградского военного округа. С
1947 по 1948 годы — заместитель начальника факультетской терапии, с 1948 по
1969 годы — начальник кафедры факультетской терапии № 1 Военно-медицинской академии имени С. М. Кирова. Указом Президиума Верховного Совета РСФСР «За выдающиеся заслуги в научной и педагогической деятельности» В. А. Бейеру было присвоено почётное звание «Заслуженный деятель науки РСФСР».
В 1929 году В. А. Бейер защитил диссертацию на соискание учёной степени кандидата медицинских наук, а в 1937 году — диссертацию на соискание учёной степени доктора медицинских наук. В 1939 году В. А. Бейеру было присвоено учёное звание профессора. В 1961 году Постановлением Совета Министров СССР В. А. Бейеру было присвоено воинское звание генерал-майора медицинской службы.
Основная педагогическая и научно-методическая деятельность В. А. Долинина была связана с вопросами в области армейской гематологии и эндокринологии, а также изучением гемопоэза при различных вопросах внутренней медицины и соматических заболеваниях. Он являлся автором свыше 85 научных трудов, под его руководством было выполнено 35 кандидатских и 6 докторских диссертаций.
Скончался 16 февраля 1979 года в Ленинграде, похоронен на Богословском кладбище.

## Основные труды
- Неотложная терапия: Пособие для слушателей / Куйб. воен.-мед. акад. Кр. Армии. — Куйбышев: 1942 г. — 108 с.
- Неотложная терапия / 3-е изд., доп. и испр. — Ленинград : Медгиз. Ленингр. отд-ние, 1960 г. — 134 с.
- Избранные клинические лекции по терапии / Проф. В. А. Бейер. — Ленинград : Воен.-мед. ордена Ленина акад. им. С. М. Кирова, 1957—1960. — 2 т.; Вып. 2. — 1960 г. — 129 с.
- Внутренние болезни / Ленинград : Медгиз. [Ленингр. отд-ние], 1963 г. — 527 с.
- Наука о крови / Проф. В. А. Бейер, д-р мед. наук. — Москва : Знание, 1966 г. — 32 с.
- Краткий очерк деятельности Кафедры госпитальной терапии Военно-медицинской Ордена Ленина академии имени С. М. Кирова: (К 125-летию кафедры) / В. А. Бейер, Н. С. Молчанов, А. С. Мищенко ; Воен.-мед. ордена Ленина акад. им. С. М. Кирова. — Ленинград: 1966 г. — 136 с.
- Краткое пособие по гематологии / 2-е изд., перераб. и доп. — Ленинград : Медицина. Ленингр. отд-ние, 1967 г. — 219 с.
- Краткое пособие по гематологии / 3-е изд., испр. и доп. — Ленинград : Медицина. Ленингр. отд-ние, 1973 г. — 231 с

## Награды
- Орден Ленина (21.02.1945)
- Два Ордена Красного Знамени (03.11.1944, 24.06.1948)
- Орден Отечественной войны II степени (26.12.1944)
- Две Медали «За боевые заслуги» (09.03.1943, 20.06.1949)
- Юбилейная медаль «XX лет Рабоче-Крестьянской Красной Армии»
- Медаль «За победу над Германией в Великой Отечественной войне 1941—1945 гг.» (09.05.1945)

### Звания
- Заслуженный деятель науки РСФСР